# الجدول الزمني للصراع بين إسرائيل وحزب الله (1 أبريل - 26 يوليو 2024)
يغطي هذا الجدول الزمني للصراع بين إسرائيل وحزب الله الفترة من 1 أبريل 2024، عندما ضربت إسرائيل القنصلية الإيرانية في دمشق إلى 26 يوليو 2024، أي قبل يوم واحد من هجوم مجدل شمس.
بعد الغارة الجوية على القنصلية، والتي أسفرت عن مقتل 16 شخصًا بينهم اثنان من الجنرالات الإيرانيين، ردت إيران بضربات بطائرات بدون طيار وصواريخ على إسرائيل، وهو أول هجوم مباشر لها على إسرائيل منذ بدء الصراع بالوكالة. ولم يسفر الرد الإيراني عن سقوط قتلى، لكن العديد من الأشخاص تلقوا العلاج من إصابات طفيفة، فيما أصيب طفل بجروح خطيرة. وقد اعتُبر رد إيران "محدودًا". أشارت إيران مرارًا وتكرارًا إلى الولايات المتحدة بأن ردها سيكون "محدودًا"، عبر القنوات الدبلوماسية الخلفية، وأنها لا ترغب في خوض حرب مع الولايات المتحدة، وهو ما ردت عليه الولايات المتحدة بالمثل.

## أبريل

### 1 أبريل
- أدت غارة جوية إسرائيلية بالقرب من السفارة الإيرانية في دمشق إلى مقتل ستة عشر شخصًا، من بينهم محمد رضا زاهدي، وهو ضابط كبير في الحرس الثوري الإيراني وعضو آخر من حزب الله.[3][4][5]
- هاجمت قوات الاحتلال الإسرائيلية عشرة أهداف تابعة لحزب الله في منطقة راشيا الفخار في نفس التوقيت.[6]

### 2 أبريل
- قصفت القوات الإسرائيلية بلدة الخيام، مما أدى إلى مقتل أحد أعضاء حزب الله.[7] كما قصفت الناقورة وجبل لبونة وعلما الشعب وطير حرفا والظاهرة و بالمدفعية الثقيلة.[7]
- أعلن حزب الله أنه استهدف موقعاً لجيش الاحتلال الإسرائيلي في مالكية الساحل.[7]

### 3 أبريل
- قالت القوات الإسرائيلية إنها عززت دفاعاتها الجوية ونشرت قوات الاحتياط بينما كانت إسرائيل تستعد لرد إيراني محتمل ردًا على الغارة الجوية في الأول من أبريل.[8]

### 4 أبريل
- هاجمت القوات الإسرائيلية مواقع في الخيام وكفر كلا.[9] وفي وقت لاحق نفذت غارات جوية على يارون وعيناتا ومارون الراس.[10]
- حزب الله أطلق عدة قذائف على الجليل الغربي، ما أدى إلى إلحاق أضرار بمنزل في شلومي. وردت قوات الدفاع الإسرائيلية بقصف مواقع الإطلاق بالمدفعية.[11]

### 5 أبريل
- استهدفت غارات جوية إسرائيلية مبنى في مرجعيون، ما أدى إلى مقتل ثلاثة من مقاتلي حركة أمل.[12] وأصيب سبعة آخرون في غارة على كفر حمام كما استهدفت الغارات الجوية الإسرائيلية منزلاً في بلدة عيتا الشعب، ما أدى إلى مقتل عنصرين من حزب الله وإصابة اثنين من المدنيين.[13]
- وأعلن حزب الله أنه قصف مواقع إسرائيلية في مسغاف عام، وثكنة زرعيت، والمالكية، وبيض بليدا، وخلة وردة، وبرانيت، وجبل العلم.[13]

### 6 أبريل
- أعلن حزب الله عن مقتل اثنين من عناصره في هجوم على ميس الجبل.[14]

### 7 أبريل
- أسقط حزب الله طائرة إسرائيلية بدون طيار من طراز هرمز 900 فوق الأجواء اللبنانية.[15]
- هاجمت القوات الإسرائيلية أربعة مواقع في بعلبك.[15]
- أطلق حزب الله عشرات صواريخ الكاتيوشا على هضبة الجولان، وأصابت قاعدة للدفاع الجوي.[15]

### 8 أبريل
- أدت غارة إسرائيلية في السلطانية إلى مقتل ثلاثة أعضاء من حزب الله، بمن فيهم القائد الكبير في كتيبة الرضوان علي أحمد حسين.[16]
- تحطمت طائرة بدون طيار تابعة لحزب الله في رأس الناقورة، فيما تم اعتراض طائرتين بدون طيار أخريين بالقرب من كريات شمونة.[17]
- ضربت القوات الإسرائلية الخيام.[17]

### 9 أبريل
- قصفت القوات الإسرائيلية سوريا فأصابت البنية التحتية العسكرية وموقعًا للجيش السوري في محجة.[18]

### 10 أبريل
- هاجمت القوات الإسرائيلية أهدافاً في عيتا الشعب والخيام، وقصفت مواقع بالقرب من الناقورة.[19]

### 11 أبريل
- قصفت القوات الإسرائيلية مبنى في بلدة الضهيرة واستخدمت الدبابات لقصف موقع بالقرب من طير حرفا.[20] وفي وقت لاحق، ضربت أهدافاً لحزب الله في ميس الجبل ويارين والخيام ومروحين، حيث ضربت أيضاً نقطة مراقبة لحزب الله، وهاجمت مناطق بالقرب من أبو شاش بالمدفعية.[20][21]

### 12 أبريل
- أطلق حزب الله ما لا يقل عن 40 صاروخ كاتيوشا على منطقة الجليل مستهدفاً مواقع مدفعية تابعة لجيش الإسرائيلي.[22][23]
- هاجمت القوات الإسرائيلية مواقع في بلدتي عيتا الشعب والطيبة.[23]
- أصدرت فرنسا وبولندا وروسيا تحذيرات ضد السفر إلى إسرائيل وفلسطين ولبنان.[24]

### 13 أبريل
- أصيب جندي احتياطي في الجيش الإسرائيلي وعضو في فريق الأمني في هانيتا بجروح خطيرة في هجوم بطائرة بدون طيار لحزب الله.[25]
- قال الجيش الإسرائيلي إنه قصف مجمعا كبيرا لحزب الله وموقعا عسكريا في الريحان. وأعلنت لاحقا أنها هاجمت في وقت واحد أهدافا في الحولة وبيت ليف والعديسة والطيبة.[26] وفي الليل أصابت منشآت عسكرية في الخيام وكفركلا.[27]
- أطلق حزب الله عشرات الصواريخ على قاعدة لجيش الإسرائيلي في مرتفعات الجولان، مما أدى إلى انطلاق صفارات الإنذار في سنير.[28]

### 14 أبريل
- قال حزب الله إنه أطلق عشرات صواريخ الكاتيوشا على ثلاثة مواقع للجيش الإسرائيلي في مرتفعات الجولان.[29]
- قصف جيش الدفاع الإسرائيلي موقعاً تابعاً لقوات الرضوان في منطقة جباع.[30] كما أصابت مبنى مملوكاً لحزب الله بالقرب من بعلبك.[31]
- أعلن حزب الله مقتل أحد مقاتليه.[32]

### 15 أبريل
- أعلن حزب الله مسؤوليته عن هجوم بالقنابل أدى إلى إصابة أربعة جنود إسرائيليين كانوا يعملون داخل الأراضي اللبنانية في منطقة تل إسماعيل.[33]

### 16 أبريل
- أعلن حزب الله مسؤوليته عن هجوم بالصواريخ والطائرات المسيرة على منشأة تابعة للقبة الحديدية في بيت هليل.[34]
- قُتل ثلاثة أشخاص في غارة إسرائيلية على سيارة بالقرب من عين إبل، بينهم قائد قطاع الساحل في حزب الله.[35]
- قُتل اثنان من أعضاء حزب الله بعد أن قصفت قوات الدفاع الإسرائيلية سيارة في الشهابية.[36]

### 17 أبريل
- أصيب 14 جنديا وأربعة مدنيين بجروح، بعد أن قصفت طائرة مسيرة تابعة لحزب الله مركزا جماهيريا في عرب العرامشه. أصيب جندي واحد بجروح خطيرة وأصيب أربعة آخرون بجروح خطيرة.[37]
- قال حزب الله أنه أطلق صاروخ بركان على مقر الفرقة 91 التابعة لجيش الإسرائيلي في بيرانيت.[38]

### 18 أبريل
- أدت غارة جوية على كفركلا إلى مقتل اثنين من أعضاء حزب الله.[39]
- هاجم حزب الله موقعا لجيش الإسرائيلي في المالكية.[40]

### 19 أبريل
- ضربت القوات الإسرائيلية البنية التحتية العسكرية لحزب الله عيتا الشعب، مما أدى إلى مقتل أحد أعضاء حزب الله والذي ورد أنه ابن رجل الدين الشيعي المؤثر الراحل عبد المحسن فضل الله.[41][42]

### 20 أبريل
- أدى قصف إسرائيلي على منزل في بلدة جبين إلى مقتل ثلاثة عناصر من حزب الله وإصابة اثنين آخرين. وقال الجيش الإسرائيلي أيضًا إنه قصف البنية التحتية لحزب الله في كفركلا وعيتا الشعب.[43]
- أعلن حزب الله أنه قصف مواقع لجيش الإسرائيلي في المطلة وشلومي.[43]

### 21 أبريل
- قالت القوات الإسرائيلية إنها ضربت أهدافا في عيتا الشعب والناقورة ومجدل زون.[44]
- أعلنت حركة حماس مسؤوليتها عن إطلاق 20 صاروخ جراد من لبنان على موقع لجيش الإسرائيلي بالقرب من شوميرا. ولم ترد أنباء عن وقوع إصابات.[45]
- قتل جندي من الجيش الإسرائيلي متأثراً بجراحه التي أصيب بها بعد هجوم طائرة بدون طيار في 17 أبريل على عرب العرامشه.[46]
- أدت غارة جوية لجيش الإسرائيلي في كفركلا إلى مقتل أحد أعضاء حركة أمل، وشخصين آخرين.[47][48]

### 22 أبريل
- قال حزب الله إنه أسقط طائرة مسيرة إسرائيلية من نوع هيرمس 450 فوق منطقة العيشية.[49]
- أطلق حزب الله نحو 35 صاروخاً على منطقة عين زيتيم، دون أن يسفر ذلك عن وقوع إصابات.[50]
- هاجمت القوات الإسرائيلية أهدافاً لحزب الله في أرزون والعديسة.[50]

### 23 أبريل
- أدى قصف ليلي لجيش الإسرائيلي إلى مقتل أحد مقاتلي وحدة الرضوان. وفي فترة ما بعد الظهر، أدت غارة جوية شنتها طائرة بدون طيار تابعة لجيش الإسرائيلي على سيارة في بلدة عدلون إلى مقتل قائد كبير في وحدة الدفاع الجوي لحزب الله.[51]
- شن حزب الله هجوما بطائرة بدون طيار على عكا استهدف قاعدتين لجيش الإسرائيلي في أعمق هجوم له على إسرائيل منذ بدء الحرب.[52]
- استشهد شخصان وأصيب ستة آخرون إثر قصف إسرائيلي على منزل في بلدة حنين.[53]

### 24 أبريل
- أطلق حزب الله عشرات صواريخ الكاتيوشا على شمال إسرائيل.[54] وتعرض منزلين في أفيفيم لأضرار بالغة.[55]
- هاجمت القوات الإسرائيلية حوالي 40 هدفًا في عيتا الشعب بالطائرات المقاتلة والمدفعية.[56]

### 25 أبريل
- أصيب شخص بجروح إثر قصف طائرة إسرائيلية بدون طيار لشاحنة في بلدة دورس.[57]
- أطلق حزب الله صواريخ موجهة مضادة للدبابات وصواريخ وقذائف هاون على قافلة لجيش الإسرائيلي في رويسات العلم، مزارع شبعا، مما أدى إلى تدمير سيارتين ومقتل مدني كان يقوم بأعمال البنية التحتية لجيش الإسرائيلي.[58][59][60][61]
- نفذت القوات الإسرائيلية ما مجموعه سبع غارات جوية على شبعا، وكفر شوبا، وراشيا الفخار، والهبارية، وحلتا، والمناطق المحيطة بها.[61]

### 26 أبريل
- استشهد شخصان في غارة لطائرة إسرائيلية بدون طيار في شرق لبنان.[62]
- أدت غارة لطائرة إسرائيلية بدون طيار على سيارة في ميدون إلى مقتل اثنين من أعضاء الجماعة الإسلامية، بما في ذلك القائد الكبير مصعب خلف.[63][64]
- أطلق حزب الله 30 صاروخ كاتيوشا على منطقة جبل الشيخ، مستهدفا قواعد لجيش الاحتلال. وقد اعترضت القبة الحديدية بعض الصواريخ، فيما سقط بعضها الآخر في مناطق مفتوحة.[64]

### 27 أبريل
- أعلن حزب الله عن مقتل اثنين من عناصره في كفركلا والخيام.[65] كما استشهد مدني في كفرشوبا.[66]
- وقالت حزب الله إنها أطلقت طائرات بدون طيار وصواريخ موجهة على شمال إسرائيل مستهدفة مقر قيادة المنارة العسكرية وتجمعا لأعضاء الكتيبة 51 في لواء غولاني.[65][67]
- قصفت طائرات مقاتلة إسرائيلية مجمعاً لحزب الله في منطقة القوزح.[68] وفي وقت لاحق، ضربت أهدافاً في مركبا وصربين، ما أدى إلى إصابة ما لا يقل عن 11 مواطناً من لبنان وسوريا. وكان هناك شخصان في حالة خطيرة.[69]
- أطلق حزب الله نحو 26 صاروخا على جبل ميرون وبار يوشاي، حيث تم اعتراض جميع الصواريخ أو سقوطها في مناطق مفتوحة. أصيب جندي إسرائيلي بجروح طفيفة جراء الشظايا.[69][70]

### 28 أبريل
- نفذت القوات االإسرائيلية هجمات على مارون الراس، وطير حرفا، ويارين.[69]
- وصل وزير الخارجية الفرنسي ستيفان سيجورني إلى لبنان لمناقشة مقترحات لتهدئة التوترات بين إسرائيل وحزب الله.[71][72]

### 29 أبريل
- أطلقت كتائب الشهيد عز الدين القسام نحو عشرين صاروخاً على الجليل الأعلى من جنوب لبنان، مستهدفة موقعاً لجيش الإسرائيلي في كريات شمونة.[73][74]

### 30 أبريل
- أصاب صاروخان مضادان للدبابات استهدفا منطقة دوفيف مناطق مفتوحة.[75]
- أصيب شخصان بجروح طفيفة بعد استهداف شاحنتهما بصاروخ مضاد للدبابات في منطقة راموت نفتالي.[76]
- هاجم الجيش الإسرائيلي مواقع حزب الله في الخيام وكفركلا وبليدة والعديسة وميس الجبل.[76]

### 1 مايو
- استهدف حزب الله قاعدة لجيش الإسرائيلي في بيرانيت بالصواريخ والمدفعية.[77]

### 2 مايو
- قصفت طائرات حربية إسرائيلية عدة مباني في بلدة عيتا الشعب.[78]

### 3 مايو
- أصيبت امرأة بجروح طفيفة بسبب الشظايا بعد اعتراض صاروخ فوق مدينة جوريس في إسرائيل.[78]
- أصيب ثمانية أشخاص بجروح إثر قصف إسرائيلي على مركز تدريب للمخابرات العامة لحزب الله في دمشق.[79]

### 4 مايو
- أطلق حزب الله صاروخاً مضاداً للدروع باتجاه شتوله وصاروخين آخرين باتجاه جبل الشيخ.[80] وقال حزب الله أنه استهدف موقع رادار بالقرب من شتوله.[81]
- هاجم الجيش الإسرائيلي أهدافاً في طير حرفا والناقورة ومروحين وهرين ومطمورة.[80]

### 5 مايو
- تسببت الغارات الجوية الإسرائيلية على قرية ميس الجبل في "دمار هائل"، بحسب وكالة الأنباء اللبنانية الرسمية، مما أسفر عن استشهاد أربعة مدنيين وإصابة اثنين آخرين.[82][83]
- أطلق حزب الله عشرين صاروخ كاتيوشا وفلق باتجاه كريات شمونة، فأصاب عدة مبان وأدى إلى إصابة اثنين بجروح طفيفة.[84][85] وأطلقت بعد ذلك 40 صاروخًا على منطقة الجليل وشمال مرتفعات الجولان.[86][87]

### 6 مايو
- أصابت طائرة مسيرة متفجرة تابعة لحزب الله منطقة المطلة، مما أدى إلى مقتل جنديين إسرائيليين وإصابة آخر بجروح طفيفة.[88][89] كما أطلق حزب الله 30 صاروخاً على مرتفعات الجولان، مما أدى إلى إلحاق أضرار بالمنازل في كيدمات تسفي  [لغات أخرى]‏.[90]
- أعلن الجيش الإسرائيلي عن شن هجمات خلال الليل على أهداف في راميا، وعيتا الشعب، ومروحين، وجبل بلاط، ومزارع شبعا.[89]
- هاجمت القوات الإسرائيلية 15 هدفاً لحزب الله في بلدة اللويزة جنوب لبنان.[91] وقالت أيضا إنها ضربت مجمعا لحزب الله في الصفري القريبة من بعلبك. وقالت وسائل إعلام لبنانية إن الغارة دمرت مصنعا وأصابت ثلاثة أشخاص.[89][92]
- تم إطلاق صاروخين من نوى بسوريا مستهدفين رمات ماغشيميم  [لغات أخرى]‏. وردت القوات الدفاع بإطلاق نيران الدبابات على موقع الإطلاق.[89]

### 7 مايو
- أعلن حزب الله أنه أطلق صواريخ كاتيوشا باتجاه بلدات كريات شمونة، وأفيفيم، وشتوله، وكفار يوفال، وكفار جلعادي، وزاورة.[93]

### 8 مايو
- نفذت إسرائيل غارات جوية مكثفة على 28 بلدة وقرية في جنوب لبنان، بما في ذلك غارة في الخيام حيث قُتل ثلاثة من أعضاء سرايا القدس.[94][95]
- أكد حزب الله مسؤوليته عن عشرة هجمات في إسرائيل، بما في ذلك ضد مقر عسكري في يعارا وثكنة في بيرانيت.[94]
- أعلن حزب الله مقتل اثنين من مقاتليه في العديسة.[96]

### 9 مايو
- قصفت قوات الاحتلال الإسرائيلي سيارة في بلدة بفلية، ما أدى إلى مقتل أربعة أشخاص. وفي النهاية أعلن حزب الله أن جميع هؤلاء الأعضاء هم أعضاء فيه.[97]
- قُتل جندي إسرائيلي وأصيب آخر بجروح طفيفة جراء إطلاق قذائف الهاون في منطقة المالكية.[98]
- أطلق حزب الله أربعة صواريخ مضادة للدبابات على أهداف إسرائيلية، شملت طريق سريع مهم.[99]

### 10 مايو
- أدت الغارات الإسرائيلية في طير حرفا إلى مقتل أحد أفراد الإنقاذ التابعين لجمعية كشافة الرسالة وفني اتصالات.[100]
- أطلق حزب الله 35 صاروخًا على كريات شمونة، مما تسبب في أضرار بالممتلكات واندلاع حرائق في شمال إسرائيل.[101][102]
- أدت غارة جوية إسرائيلية في يارون إلى مقتل أحد أعضاء حزب الله.[103]

### 11 مايو
- طائرتان مسيرتان محملتان بالمتفجرات تابعتان لحزب الله تضربان مستوطنة بيت هليل. وقال حزب الله أنه استهدف قاعدة لجيش الإسرائيلي وبطارية للقبة الحديدية.[104][105]
- قصفت طائرات مقاتلة تابعة للجيش الإسرائيلي مبنى تابعا لحزب الله في بلدة العمرة.[105]

### 12 مايو
- قال حزب الله إنه أطلق صواريخ ثقيلة جديدة أطلق عليها اسم "جهاد مغنية" بالقرب من مزارع شبعا.[106]

### 13 مايو
- نفذ حزب الله هجومًا مزدوجًا بطائرة بدون طيار تسبب في حريق صغير بالقرب من بيت هليل، وقال أنه كان يستهدف موقعًا لجيش الإسرائيلي.[107]
- أصيب أربعة جنود إسرائيليين في هجوم صاروخي مضاد للدبابات شنته حزب الله بالقرب من كيبوتس يفتاح.[108]

### 14 مايو
- أدت غارة جوية إسرائيلية في ميس الجبل إلى مقتل عضو في حزب الله. كما شن الجيش الإسرائيلي غارات على الخرايب وحلتا ويارون.[109]
- تم إطلاق أربعة صواريخ موجهة مضادة للدبابات على الجليل الأعلى من لبنان، مما أدى إلى إطلاق صفارات الإنذار في أدميت، حنيتا، يعارا، إيلون، جورين وعرب العرامشة.[110][111]
- أسقط حزب الله منطاد استطلاع إسرائيلياً فوق أدميت باستخدام الصواريخ.[112] وأدت المزيد من الهجمات الصاروخية المضادة للدبابات إلى مقتل مستوطن وإصابة خمسة جنود.[113]
- أطلق حزب الله عشرة صواريخ على جبل الشيخ، مما أدى إلى إطلاق صفارات الإنذار في مجدل شمس. ولم يتم ابلاغ عن وقوع أضرار أو إصابات.[114]
- أدت غارة إسرائيلية لطائرة بدون طيار على سيارة في صور إلى مقتل شخصين وإصابة اثنين آخرين. أعلن حزب الله وفاة القائد الكبير حسين إبراهيم مكي عقب الغارة، والذي قال الجيش الإسرائيلي إنه ينتمي إلى وحدة الجبهة الجنوبية.[115][116]

### 15 مايو
- أطلقت حماس وحزب الله حوالي 60 صاروخ كاتيوشا وصواريخ ثقيلة وقذائف مدفعية على قاعدة مراقبة الحركة الجوية في جبل ميرون رداً على مقتل مكي،[117] مما تسبب في أضرار طفيفة.[118] كما أطلقوا صاروخًا ثقيلًا على الأقل تجاه قاعدة بيرانيت العسكرية.[119][120]
- سقطت طائرة مسيرة تابعة لحزب الله في الجليل الأسفل لأول مرة منذ بدء الصراع. وقالت حزب الله إنها أطلقت عدة طائرات مسيرة استهدفت نظام مراقبة في قاعدة عسكرية بالقرب من مفترق جولاني غربي طبريا.[121][122] وأكد جيش الاحتلال الإسرائيلي إطلاق طائرتين مسيرتين على قاعدة تل شمايم، وتم اعتراض إحداهما.[123]
- ذكرت وسائل إعلام لبنانية أن منطقة بعلبك تعرضت لأكبر قصف إسرائيلي منذ بدء الصراع، حيث تعرضت أهداف في منطقتي النبي شيث وبريتال للهجوم.[124] وأصيب مدني بجروح طفيفة.[125]
- شنت قوات الاحتلال الإسرائيلي غارات على موقعفي جنوب لبنان. كما ضربت مبنيين أحدهما في بليدا والآخر في رضوان في جبل رسلان.[126]

### 16 مايو
- أطلق حزب الله 60 صاروخ كاتيوشا على مرتفعات الجولان، مستهدفاً ثلاث قواعد لجيش الإسرائيلي، رداً على قصف إسرائيل لبعلبك.[127]
- أطلق حزب الله طائرة مسيرة تحمل صواريخ S-5  [لغات أخرى]‏ على سيارة في المطلة، ما أدى إلى إصابة ثلاثة جنود، أحدهم بحالة خطيرة.[128]
- أدت غارة إسرائيلية استهدفت سيارة في قانا إلى مقتل اثنين من أعضاء حزب الله.[128]
- ضربت القوات الإسرائيلية عشرة أهداف في مختلف أنحاء جنوب لبنان.[129]

### 17 مايو
- قُتل ثلاثة أشخاص، بينهم مقاتل من حزب الله وطفلان سوريان، في غارات جوية إسرائيلية على النجارية ، حيث أصابت أهدافًا لحزب الله وشاحنة صغيرة وبستانًا.[130][131] وقد أظهرت لقطات مصورة آثار إحدى الضربات على ما يبدو بقايا صاروخ أرض جو إيراني من طراز صياد-2.[132]
- تم إطلاق 75 صاروخًا على شمال إسرائيل، مما أدى إلى إصابة شخصين بجروح طفيفة في الجليل الأعلى.[133][134]
- أدى قصف لقوات الإسرائيلية على سيارة في مجدل عنجر إلى مقتل أحد قادة كتائب عز الدين القسام مع حارسه الشخصي وإصابة اثنين آخرين.[135]
- هاجمت القوات الإسرائيلية أهدافاً لحزب الله في دير سريان، وكفرحمام، والعديسة.[136]

### 18 مايو
- أدت غارة جوية إسرائيلية بطائرة بدون طيار على سيارة إلى مقتل أحد كبار قادة حزب الله وعضو آخر على الطريق السريع بين دمشق وبيروت.[137]
- أصيب مواطن بجروح عندما استهدفت طائرة استطلاع إسرائيلية دراجته النارية بالقرب من الناقورة.[137]
- نفذ حزب الله حوالي 15 هجوماً على أهداف إسرائيلية.[138]

### 19 مايو
- أطلق حزب الله عشرة صواريخ مضادة للدروع استهدفت مزارع المالكية وشبعا.[139][140]
- قصفت القوات الإسرائيلية مبنى في قرية مارون الراس، مما أدى إلى مقتل أحد أعضاء حزب الله.[140][141]
- أعلن حزب الله عن مقتل أحد أعضائه في ظروف غامضة.[142]

### 20 مايو
- قُتل ما لا يقل عن ستة مقاتلين في غارة جوية إسرائيلية على مبنى في مدينة القصير السورية.[143]
- أعلن حزب الله عن مقتل اثنين من عناصره بعد قصف على الناقورة.[144]
- أدى قصف على ميس الجبل إلى مقتل اثنين من عناصر حزب الله.[144]
- أطلق حزب الله عدة صواريخ على شمال إسرائيل، مما أدى إلى إصابة جندي إسرائيلي بجروح طفيفة في قاعدة بيرانيت العسكرية.[145]
- أدت غارة جوية إسرائيلية بالقرب من صور إلى مقتل قائد الصواريخ الساحلية لحزب الله قاسم الصقلاوي.[146]

### 21 مايو
- استهدفت طائرة مسيرة منطقة يارون ومارون الراس.[147]
- أدت غارة جوية إسرائيلية على سيارة بين البقاع وجزين إلى مقتل مقاتلين من الجماعة الإسلامية.[148]
- أعلن حزب الله عن مقتل أحد عناصره.[148]

### 22 مايو
- أدت غارة ليلية على العديسة إلى مقتل اثنين من أعضاء حزب الله.[149]
- تحطمت طائرة بدون طيار في شمال بيت هيلل، ولم تقع إصابات.[150]
- هاجمت إسرائيل أهدافاً في ميس الجبل، وعيتا الشعب، وعلما الشعب. وفي وقت لاحق ضربت أهدافًا في عيتا الشعب ومروحين ورب الثلاثين.[150]

### 23 مايو
- أدت غارة لطائرة إسرائيلية بدون طيار على سيارة متجهة إلى النبطية إلى مقتل أحد عناصر حزب الله وإصابة ثلاثة أطفال كانوا بالقرب من السيارة بجروح طفيفة.[151]
- أطلق حزب الله 30 صاروخًا على الجليل الأعلى.[152]
- اعترضت طائرات مقاتلة إسرائلية طائرتين بدون طيار متجهتين نحو إسرائيل.[153]

### 24 مايو
- تسببت صواريخ حزب الله المضادة للدبابات بأضرار في دوفيف.[154]
- أدت الغارات الجوية في ميس الجبل إلى مقتل اثنين من أعضاء حزب الله.[155]

### 25 مايو
- أدت غارة مزعومة لطائرة بدون طيار إسرائيلية على مركبات بالقرب من القصير في سوريا إلى مقتل اثنين من أعضاء حزب الله.[156]
- قصفت القوات الإسرائيلية ثمانية مواقع في جنوب لبنان.[157]

### 26 مايو
- أدت غارة لطائرة مسيرة إسرائيلية على دراجة نارية في الناقورة إلى مقتل أحد أعضاء حزب الله وإصابة شخص آخر [158]
- وأسفرت الغارات الإسرائيلية عن مقتل ثلاثة أشخاص في حولا، واثنين في يارون، واثنين في عيتا الشعب.[159]
- وأعلن حزب الله عن مقتل أربعة من عناصره.[159]
- أطلق حزب الله 150 صاروخًا على شمال إسرائيل، مستهدفًا كريات شمونة، ومرتفعات الجولان، وأهدافًا لقوات الدفاع الإسرائيلية حول المنارة وميسغاف عام.[160] أصيب رجل في كريات شمونة بجروح طفيفة.[161]

### 27 مايو
- أطلق حزب الله 25 صاروخا على شمال إسرائيل، فأصاب منزلا في المطلة وأدى إلى اندلاع حريق في كريات شمونة.[162] وأطلق بعد ذلك 35 صاروخًا على جبل ميرون، مما تسبب في اندلاع حريق في صفصوفة.[163]
- أدت غارة لطائرة إسرائيلية بدون طيار على دراجة نارية بالقرب من مستشفى صلاح الغندور في بنت جبيل إلى استشهاد شخصين، أحدهما حارس أمن المستشفى، وإصابة ثمانية آخرين. كما تسبب في أضرار طفيفة للمستشفى.[164]

### 28 مايو
- أطلق حزب الله ثلاثة صواريخ على شتوله.[165]

### 29 مايو
- اعترضت القوات الإسرائيلية طائرة بدون طيار قبالة ساحل رأس الناقورة.[166]
- أدت غارة جوية إسرائيلية على موقع عسكري في حمص إلى مقتل ستة أعضاء من حزب الله وتدمير شاحنات تحمل أسلحة.[167] وأدى هجوم منفصل في بانياس إلى مقتل مدني وإصابة عشرة آخرين.[168] واتهم المرصد السوري لحقوق الإنسان الهجوم بالشظايا بعد اعتراض الدفاعات الجوية السورية لصاروخ إسرائيلي.[169]
- وقصفت القوات الجوية الإسرائيلية موقعاً لحزب الله في الخيام، في حين قصف جيش الدفاع الإسرائيلي مناطق بالقرب من حامول وكفر كلا والناقورة.[170]

### 30 مايو
- شنت القوات الإسرائيلية غارات على مبنيين في جنوب لبنان ردا على إطلاق الصواريخ باتجاه زرعيت.[171]
- اعترضت الدفاعات الجوية الإسرائيلية عن طريق الخطأ طائرة بدون طيار تابعة لجيش الإسرائيلي فوق شلومي.[172]

### 31 مايو
- أصيب ثلاثة أشخاص بجروح طفيفة بعد أن أطلق حزب الله 15 صاروخًا على شمال إسرائيل.[173]
- غارة إسرائيلية على سيارة إسعاف في الناقورة أدت إلى استشهاد مسعف من اللجنة الصحية الإسلامية وإصابة آخر. وأدت غارة أخرى في عدلون إلى مقتل امرأة وإصابة أربعة آخرين.[174]
- أعلن حزب الله عن مقتل اثنين من مقاتليه.[174]

## يونيو

### 1 يونيو
- أطلق حزب الله صواريخ بركان على كريات شمونة، مما تسبب في أضرار جسيمة في البنية التحتية وأضرار في قاعدة عسكرية قريبة.[175][176]
- قالت القوات الإسرائيلية إنها ضربت منصة لإطلاق الصواريخ تابعة لحزب الله وقتلت اثنين من المسلحين الذين كانوا بالقرب منها.[175]
- أسقط حزب الله طائرة إسرائيلية بدون طيار من طراز هيرميس 900 فوق لبنان بصاروخ أرض جو.[177]
- أدت غارة جوية إسرائيلية على دراجة نارية بالقرب من خربة سلم إلى إصابة شخصين.[178]
- قالت اللجنة الصحية الإسلامية إن غارة إسرائيلية على صديقين أدت إلى إصابة 16 طفلاً.[179]

### 2 يونيو
- هاجمت القوات الإسرائيلية أهدافاً في البقاع وبنت جبيل وقانا وبرعشيت في الصباح.[180] وفي وقت لاحق، استهدفت منشأة لتخزين الأسلحة في ميس الجبل، مما أدى إلى مقتل أحد عناصر حزب الله.[181]
- انفجرت طائرتان مسيرتان تابعتان لحزب الله في منطقة قصرين في الجولان.[182] وفي وقت لاحق، أطلق حزب الله 15 صاروخ كاتيوشا على المنطقة ذاتها، مستهدفاً مقر اللواء جولاني 210.[181][183]
- أدت غارة جوية إسرائيلية على منزل في الحولة إلى استشهاد اثنين من المدنيين.[184]
- سقط خمسة عشر صاروخًا في الجليل، مما أدى إلى اندلاع العديد من الحرائق.[181] أدى هجوم صاروخي على كريات شمونة إلى إصابة شخصين بجروح طفيفة.[183]

### 3 يونيو
- قصف إسرائيلي على مصنع للنحاس في حيان، قتلت سوريا، و17 مسلحًا، من بينهم إيرانيان (بما في ذلك مستشار في الحرس الثوري الإيراني)، وثلاثة عراقيين، وثلاثة أعضاء من حزب الله، وتسعة سوريين، وتسببت في أضرار مادية.[185][186][187]
- قال حزب الله إنها أطلقت طائرات بدون طيار على مقر الجيش الإسرائيلي في الجليل.[188] كما أعلنت مسؤوليتها عن هجوم بطائرة بدون طيار في المطلة.[189] وأكد الجيش الإسرائيلي أن طائرتين بدون طيار سقطتا في شمال إسرائيل فيما تم اعتراض طائرة ثالثة.[190]
- ذكرت التقارير أن طائرات حربية إسرائيلية حلقت فوق بيروت على ارتفاع منخفض.[190]
- أطلق حزب الله 30 صاروخًا على موقع لقوات الدفاع الإسرائيلية في مرتفعات الجولان.[189] ولم ترد أنباء عن وقوع إصابات.[186]
- قُتل أحد كبار أعضاء حزب الله في غارة جوية إسرائيلية في مزرعة كوثرية الرز.[186] وأدى هجوم آخر على دراجة نارية في الناقورة إلى مقتل شخص وإصابة آخر.[191]
- أصيب ستة جنود إسرائيليين وخمسة مدنيين جراء استنشاق الدخان أثناء محاولتهم إخماد الحرائق التي أشعلتها صواريخ حزب الله بالقرب من كريات شمونة.[192][193]

### 4 يونيو
- أدى قصف جوي إسرائيلي على دراجة نارية إلى مقتل أحد عناصر حزب الله في الناقورة وإصابة شخص آخر.[194]
- هاجمت القوات الإسرائيلية عيتا الشعب والعديسة، في حين قصفت القوات الإسرائيلية مناطق في مختلف أنحاء جنوب لبنان.[195]
- سقطت طائرة مسيرة محملة بالمتفجرات في منطقة جبل الشيخ.[195]
- فشل صاروخ اعتراضي إسرائيلي وانفجر بالقرب من صفد، مما تسبب في اندلاع حريق وإصابة جندي احتياطي.[196][197]

### 5 يونيو
- أعلن حزب الله مسؤوليته عن هجوم صاروخي موجه على نظام القبة الحديدية في راموت نفتالي.[198]
- أدت غارات طائرات حزب الله بدون طيار في حرفيش إلى مقتل جندي احتياطي وإصابة عشرة أشخاص، بينهم تسعة جنود.[199]

### 6 يونيو
- قصفت طائرات مقاتلة إسرائيلية عنصرين من حزب الله والبنية التحتية العسكرية في منطقة عيترون.[200] وأكد حزب الله مقتل أحد أعضائه.[201]
- تضرر مركز تجاري في كريات شمونة بسبب صاروخ.[202]
- أعلن أوري جوردين، أحد كبار جنرالات القيادة الشمالية في الجيش الإسرائيلي، أن إسرائيل أنهت استعداداتها لتصعيد الصراع مع حزب الله.[201]
- قال حزب الله إنها أطلق صواريخ على طائرات مقاتلة إسرائيلية فوق لبنان، مما أجبرها على التراجع.[203]

### 7 يونيو
- نفذت القوات الإسرائيلية غارات جوية على البنية التحتية العسكرية في محيط جبل الرزلان، وراميا، وكفر كلا.[204]
- انفجرت طائرة بدون طيار تابعة لحزب الله بالقرب من السُلَم في أعقاب فشل اعتراضها من قبل الجيش الإسرائيلي.[205] وانفجرت طائرة بدون طيار أخرى حول شوميرا.[206]

### 8 يونيو
- أدت غارة جوية إسرائيلية في عيترون إلى مقتل شخصين، زعمت القوات الإسرائيلية أن أحدهما كان مقاتلاً من حزب الله، لكن حزب الله زعم أن كليهما كانا مدنيين.[207][208] كما هاجمت الخيام وكفر كلا.[209]
- أعلن حزب الله عن مقتل أحد عناصره في غارات إسرائيلية.[208]
- قال حزب الله إنه أطلق صواريخ فلق-2 لأول مرة على مركز قيادة تابع لجيش الإسرائيلي في شمال إسرائيل.[210]
- تشير التقارير إلى أن الهجمات الإسرائيلية بالفوسفور الأبيض في جنوب لبنان أدت إلى اندلاع حرائق غابات في علما الشعب.[208]
- قال حزب الله إنها نفذ 11 هجوماً ضد إسرائيل، بما في ذلك هجوم واحد ضد القوات الإسرائيلية في بيت هيلل.[211]

### 9 يونيو
- أعلن حزب الله مسؤوليته عن هجمات ضد موقع أطلق عليه اسم "الرمثا" بالقرب من مزارع شبعا، وضد مواقع لمدفعية إسرائيلية في الزعورة في مرتفعات الجولان.[211]
- قالت القوات الجوية الإسرائيلية إنها قتلت خلية لحزب الله في صور أطلقت صواريخ مضادة للطائرات على طائرات مقاتلة إسرائيلية فوق لبنان. كما نفذت ضربات في شبعا وعيترون ومركبا.[212]

### 10 يونيو
- ألحقت صواريخ حزب الله المضادة للدبابات أضرارا بمنزل في يرئون.[213] -وتم إطلاق ستة صواريخ مضادة للدبابات من شمال لبنان على منطقة الجليل الأعلى، مما تسبب في اندلاع حرائق وإلحاق أضرار بمنزل في المنارة.[214]
- أسقط الجيش الإسرائيلي طائرتين مسيرتين بالقرب من نهاريا، فيما تسببت طائرتان مسيرتان أخريان بأضرار في كابري.[213]
- انفجرت صواريخ اعتراضية إسرائيلية فوق عكا بعد تحديد هدف جوي عن طريق الخطأ، مما أدى إلى إصابة امرأة بجروح طفيفة بسبب خروج الشظايا.[213]
- أعلن حزب الله مسؤوليته عن هجوم بطائرة بدون طيار على موقع للجيش الإسرائيلي في مرتفعات الجولان، والذي قال إنه تسبب في اندلاع حريق وإصابة جنود.[215]
- أسقط حزب الله طائرة إسرائيلية بدون طيار من طراز هيرمس 900 بصاروخ أرض جو فوق الريحان.[216][217]
- أصيب خمسة أشخاص بجروح طفيفة نتيجة حريق ناجم عن طائرة مسيرة تابعة لحزب الله في شمال إسرائيل.[218]
- أدت الغارات الصاروخية الإسرائيلية على ناقلات النفط ومبنى في الهرمل إلى مقتل ثلاثة أعضاء من حزب الله وإصابة ثلاثة آخرين.[219] وفي وقت لاحق، أعلن الجيش الإسرائيلي أنه استهدف موقعاً تابعاً لوحدة 4400 التابعة لحزب الله في المنطقة.[220] كما تم تنفيذ ست هجمات أخرى على الحدود الإسرائيلية السورية.[221]

### 11 يونيو
- تم إطلاق حوالي 50 صاروخ كاتيوشا على وسط مرتفعات الجولان، ولم تسفر عن وقوع إصابات.[220]
- قال حزب الله إنها أجبرت طائرة مقاتلة إسرائيلية على الانسحاب من لبنان بعد إطلاق صواريخ مضادة للطائرات عليها.[220]
- تم اعتراض طائرة بدون طيار قادمة من لبنان بعد عبورها إلى الجليل الأعلى.[222]
- أدت غارة إسرائيلية على مركز قيادة وسيطرة في جويا إلى مقتل القيادي الكبير في حزب الله طالب عبد الله وثلاثة مسلحين آخرين. وكان عبد الله هو العضو الأعلى رتبة الذي يُقتل منذ بدء الصراع. وتعهد حزب الله بتكثيف هجماته رداً على ذلك.[223]

### 12 يونيو
- أطلق حزب الله نحو 90 صاروخًا على إسرائيل مستهدفًا مصنعًا لجيش الإسرائيلي ومقرًا عسكريًا في عين زيتيم وعميعاد ومحطة مراقبة جوية في ميرون.[223] وفي وقت لاحق، أطلقت 70 صاروخًا آخر على منطقة جبل ميرون، ثم عشرة صواريخ أخرى على منطقة زرعيت ، ليصل إجمالي عدد الصواريخ التي أطلقتها إلى 170 صاروخًا [224] وارتفع إلى 215 بحلول وقت متأخر من بعد الظهر.[225]
- قصف سلاح الجو الإسرائيلي موقعين في الطيبة ومركبا، في حين قصف الجيش الإسرائيلي مواقع في راشيا الفخار.[226]
- أصاب صاروخ مضاد للدبابات مصنع بلسان في ساسا وألحق أضرارًا به.[224]
- أعلن حزب الله عن مقتل أحد عناصره.[227]
- أدت الغارات الجوية الإسرائيلية في ياطر إلى تدمير منزل وإصابة شخص واحد، كما وردت أنباء عن إطلاق قذائف الفوسفور الأبيض باتجاه العديسة.[225]

### 13 يونيو
- أطلق حزب الله 150 صاروخًا و30 طائرة بدون طيار على 15 هدفًا في شمال إسرائيل ومرتفعات الجولان، مما أدى إلى إصابة شخصين واندلاع حرائق.[228]
- أدت غارة صاروخية إسرائيلية على مبنى يستخدمه حزب الله في جناتا إلى مقتل مدنيين اثنين وإصابة أكثر من عشرين آخرين، مما أدى إلى انهيار المبنى.[229][230][231]
- ضربت القوات الإسرائيلية دير سريان ومنطقة الجرمل.[232][233]
- أطلق جنود إسرائيليون مقذوفة ملتهبة على لبنان باستخدام المنجنيق لإحراق النباتات التي يستخدمها حزب الله كغطاء.[234]

### 14 يونيو
- هاجمت القوات الجوية الإسرائيلية العديسة وكفر كلا.[235]
- أطلق حزب الله 30 صاروخًا على كريات شمونة ، مما تسبب في اندلاع حرائق في المناطق المحيطة.[230]

### 15 يونيو
- تحطمت عدة طائرات بدون طيار تابعة لحزب الله بالقرب من جورين، مما أدى إلى اندلاع حريق.[236]
- ضرب حزب الله قاعدة جبل ميرون الجوية بصاروخين.[237]
- هاجمت القوات الجوية الإسرائيلية في كفركلا.[238] وفي وقت لاحق، ضربت عيترون وشيحين وعيتا الشعب .[239]
- نفذ الجيش الإسرائيلي غارة جوية على أحد عناصر حزب الله على متن دراجة نارية في عيترون.[240] وأعلنت حركة الجهاد الإسلامي في وقت لاحق عن مقتل أحد أعضائها في جنوب لبنان.[241]